# Rose Tower
Rose Tower em 2007
O Rose Tower ou Rose Rotana Suites é um arranha-céus com 333 metros e 72 andares na avenida Sheikh Zayed Road, em Dubai, UAE.  Esse edifício, cuja construção começou em 2004, para ter 380 m de altura, mas a altura projetada foi reduzida na quarta modificação do desenho. Mesmo tendo reduzido a altura original, o Rose Tower se tornará o mais alto hotel do mundo. O Rose Rotana Suites ultrapassará o Burj Al Arab com 321 m, também situado em Dubai. Em 24 de outubro de 2006, o edifício alcançou sua altura total com a adição de uma antena.

## Galeria

### O topo

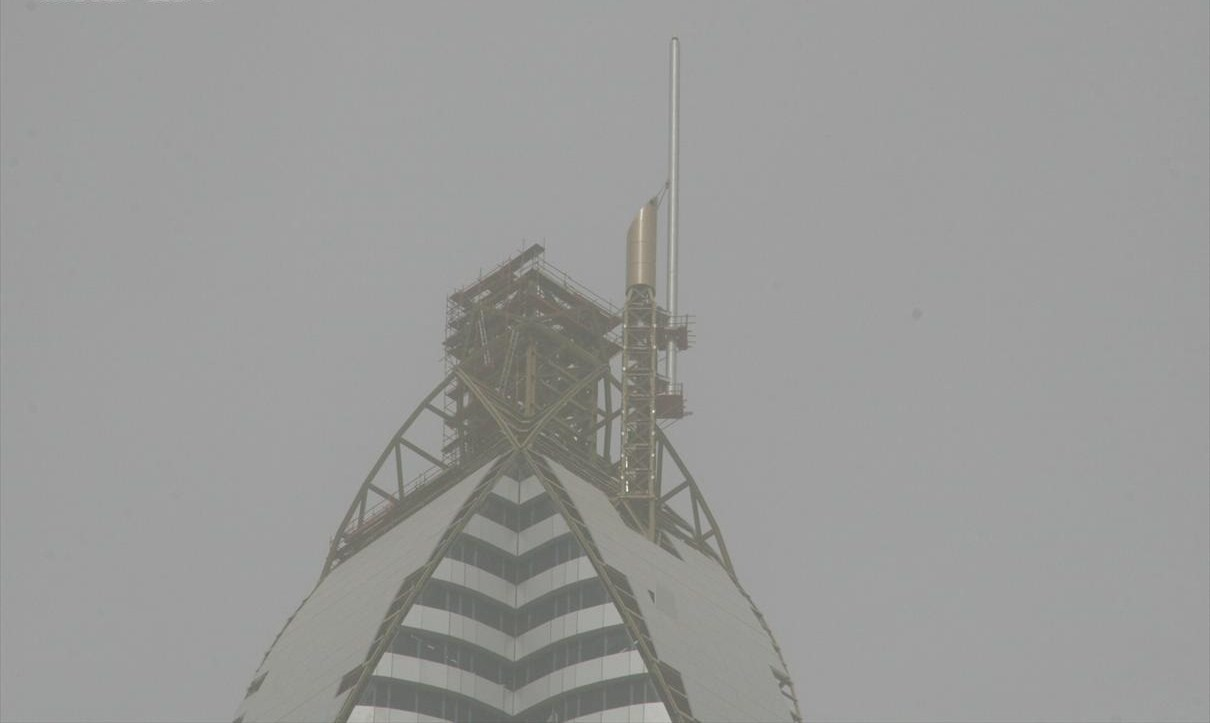
16 de março de 2007